# Krasna (Donets)
Krasna (tiếng Ukraina: Красна, đã Latinh hoá: Krasna; tiếng Nga: Красная, đã Latinh hoá: Krasnaya) là một sông ở tỉnh Luhansk, Ukraina. Đây là một phụ lưu tả ngạn của sông Seversky Donets (lưu vực biển Azov).
Sông bắt nguồn từ phía đông bắc của làng Tymonove, huyện Troitske, tỉnh Luhansk (sườn phía nam của cao nguyên Trung Nga). Nguồn nước chủ yếu là từ tuyết tan.
Chiều dài của sông là 151 km. Diện tích của lưu vực là 2710 km². Độ dốc của sông là 0,5 m/km. Chiều rộng của thung lũng sông là 3,5 km.
Bờ hữu cao đến 60 m, dốc, bị chia cắt bởi các rãnh núi và khe cạn ngắn nhưng sâu. Trong suốt chiều dài, nó cao hơn bờ tả bằng phẳng và thấp hơn. Bờ tả cao 30 m và thoai thoải. Các bậc thang bãi bồi, cát và rừng được phát triển trong thung lũng.
Các phụ lưu của sông Krasna là Nahol'na, Hnyla thuộc huyện Troitske; Hnyla, Kobylka, Duvanka, Khoryna thuộc huyện Svatove; Kreminna, Hnyla, Mechetna (phụ lưu Krasnoyi), Balka Vedmezha thuộc huyện Kreminna
Bên sông Krasna có thành phố Svatove, Kreminna; các làng: Honcharivka, Miluvatka.